# Archidiocèse de Baltimore
 (février 2023).
Si vous disposez d'ouvrages ou d'articles de référence ou si vous connaissez des sites web de qualité traitant du thème abordé ici, merci de compléter l'article en donnant les références utiles à sa vérifiabilité et en les liant à la section « Notes et références ».
L'archidiocèse de Baltimore est une circonscription ecclésiastique de l'Église catholique dans le Maryland, aux États-Unis. Érigé en 1789 par le pape Pie VI, et promu au rang d'archidiocèse en 1808, le diocèse est le diocèse catholique le plus ancien des États-Unis d'Amérique et de ce fait jouit d'un prestige particulier. Son premier évêque, John Carroll, a la particularité d'avoir été élu par le clergé local, choix qui fut ratifié par le pape Pie VI. Le siège épiscopal se trouve à la cathédrale Marie-Notre-Reine.
L'archidiocèse de Baltimore a été au centre de la série documentaire Netflix The Keepers, exposant des abus sexuels au lycée de Keough et des liens supposés avec le meurtre de sœur Catherine Cesnik, en 1969. Il a été révélé, en 2016, que l'archidiocèse avait versé de l'argent à de nombreuses victimes depuis 2011. 

## Territoire
L'archidiocèse de Baltimore couvre neuf comtés de l'État du Maryland, à savoir les comtés d’Allegany, d’Anne Arundel, de Baltimore, de Carroll, de Frederick, de Garrett, de Harford, de Howard et de Washington.

## Histoire
Le diocèse de Baltimore a été érigé canoniquement le 6 novembre 1789 par le pape Pie VI. Comme il n'y avait aucun évêque catholique aux États-Unis d'Amérique, John Carroll dut se rendre en Angleterre pour recevoir l’ordination épiscopale (15 août 1790). C'est dans la plus ancienne paroisse de son diocèse — l’église Saint-Ignace — qu'il prit possession de son diocèse, en décembre de la même année.
Baltimore est élevé au rang d'archidiocèse métropolitain en 1808 par Pie VII, lorsque quatre nouveaux diocèses sont créés dans les Treize Colonies, devenues indépendantes sous le nom d'États-Unis d’Amérique'.
La superficie de cet archidiocèse est de 12 430 km2. 517 679 fidèles catholiques vivent dans le territoire diocésain, soit 16,9 % de la population totale. 285 prêtres portent leur ministère dans 151 paroisses. Il y a 333 religieux et 1 047 religieuses à Baltimore.
L'archidiocèse de Baltimore est le diocèse le plus ancien à avoir été érigé aux États-Unis, et pour cette raison c'est l'un des plus prestigieux. L'archidiocèse de Washington a été érigé à partir de celui de Baltimore en 1947.

## Affaire d'agressions sexuelles
En  2016, l'archidiocèse de Baltimore a confirmé que des indemnités avaient été versées à d'anciennes élèves du lycée de Keough qui avaient été agressées sexuellement par le prêtre Joseph Maskell, qui travailla dans l'établissement de 1967 à 1975. En janvier 1970, une professeur d'anglais et de théâtre au lycée de Keough, soeur Cathy Cesnik, a été retrouvée assassinée dans la périphérie de Baltimore. Son meurtre n'a jamais été élucidé et fut le sujet de la série documentaire The Keepers, parue sur Netflix le 19 mai 2017. Joseph Maskell, mort en 2001, a longtemps été considéré comme le principal suspect dans cette affaire. Bien qu'il n'ai jamais été condamné, l'archidiocèse de Baltimore a indemnisé 16 des présumées victimes de Maskell, pour un total de 472 000 dollars en 2017. 
Un rapport relayé par le procureur général de Pennsylvanie, Josh Shapiro, le 14 aout 2018, a accusé l'évêque et futur cardinal William Keeler pour avoir transféré le prêtre abusif de Pennsylvanie, le père Arthur Long, du diocèse de Harrisburg à l'archidiocèse de Baltimore. Le 15 août 2018, un jour après la parution de ce rapport, l'archidiocèse de Baltimore a annoncé qu'une future école devant porter le nom de Keeler ne porterait plus ce nom. Malgré les dénégations d'Arthur Long, la fuite d'une note écrite en 1995 a révélé que des accusations pour "comportement inapproprié" avaient été portées à l'encontre d'Arthur Long en 1991 et 1992, durant ses années de service à Baltimore. Le rapport du procureur de Pennsylvanie a révélé que William Keeler avait été averti de ces accusations dès 1987, lorsqu'il était évêque à Harrisburg. 
En mars 2019, l'archevêque Lori a interdit l'ancien évêque auxiliaire de l'archidiocèse de Baltimore Gordon Bennett d'exercer toute forme de ministère dans l'archidiocèse de Baltimore et le diocèse de Wheeling-Charleston.
En avril 2019, l'archidiocèse de Baltimore a ajouté les noms de 23 membres du clergé décédés à une liste d'accusés du clergé que l'archidiocèse a publiée en 2002. 

## Source
- (en) Archdiocese of Baltimore, Catholic-Hierarchy

### Articles liés
- Liste des juridictions catholiques aux États-Unis
- Église catholique aux États-Unis